# Georg
Georg ist ein männlicher Vorname, der auch als Familienname vorkommt.

## Herkunft und Bedeutung
Der Name Georg geht auf den griechischen Namen Γεώργιος Geōrgios zurück, der wiederum von dem aus den Elementen γῆ gē „Erde“ und ἔργον érgon „Werk, Arbeit“ zusammengesetzten Wort γεωργός geōrgós abgeleitet wird und „Bauer“ bzw. „Erd(be)arbeiter“ bedeutet.

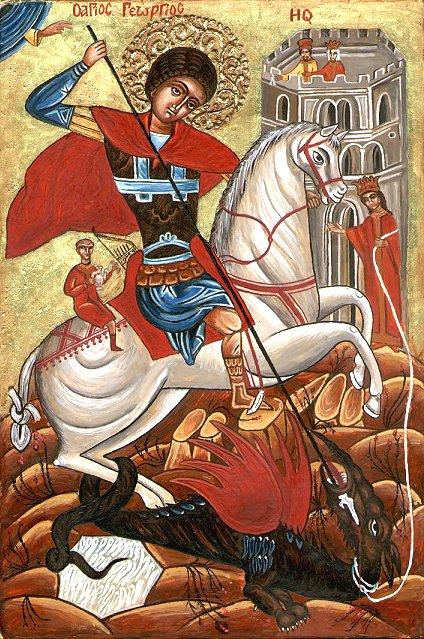
Der heilige Georg tötet den Drachen

## Verbreitung

### International
Der Name Georg ist vor allem in Island, Schweden und Dänemark, aber auch in Slowenien verbreitet.
In Österreich wird der Name seit 1984 jedes Jahr bei der Namenswahl berücksichtigt. Bis zum Jahr 2002 lag er durchgehend in den Top-50. Seit den 1990er Jahren geht seine Beliebtheit stetig zurück. Heute wird er jedoch seltener vergeben. Georg seit 2004 nicht mehr unter den 50 beliebtesten Jungennamen zu finden (Stand 2023). Im Jahr 2023 belegte er Rang 111. Von 1984 bis 2023 wurde er etwa 7.700 Mal vergeben. Der Name kommt in der Schweiz seit 1930 regelmäßig in der Namensgebung vor. Bis zum Jahr 1961 lag er stets in den Top-100 der Hitlisten, danach hat seine Beliebtheit stetig nachgelassen. Von 1930 bis 2023 wurde er circa 4.700 Mal gewählt.
In Norwegen und Schweden wurde er vor allem von etwa 1900 bis 1930 häufig vergeben. Der Name liegt in Norwegen seit 2021 in den Top-100 der Vornamenscharts. Von 1945 bis 2023 wurden rund 2.500 Jungen so genannt. In den Niederlanden ist Georg ein seit 1930 geläufiger Vorname, der jährlich bei der Namenswahl berücksichtigt wird. Der Name kommt in den USA seit 1930 immer wieder in den Vornamenscharts vor, von Mitte der 1950er bis Ende der 1960er Jahre wurde er durchgehend jedes Jahr vergeben. Die Vergabe ist auch in Liechtenstein, Frankreich, England, Schottland und Kanada nachgewiesen.

### Deutschland
In Deutschland stand Georg zwar nie an der Spitze der Vornamenscharts, zählte jedoch bis in die 1960er Jahre hinein zu den beliebtesten Jungennamen. Trotz gelegentlicher Beliebtheitsschübe sank die Popularität des Namens ab den 1970er Jahren. Heute wird er nur noch selten vergeben. Im Jahr 2021 belegte der Name Rang 223 in der Hitliste. Der Name ist heute vor allem in Bayern verbreitet.

## Varianten

### Männliche Varianten
- Albanisch: Gjergj
- Arabisch: جرجس Ǧirǧis, جورج Ǧūrǧ, جِيْورْجِيُوس Ǧīwurǧiyūs, جاورجيوس Ǧāwurǧiyūs
- Armenisch: Գեւորգ Gevorg, Kevork, Geworg
- Baskisch: Gorka
- Belarussisch: Юрый Jurij
- Bulgarisch: Георги Georgi
  - Diminutiv: Генко Genko, Гено Geno
- Dänisch: Jørgen
  - Mittelalterlich: Yrian
  - Diminutiv: Jørg, Jørn
- Deutsch: Jürgen, York
  - Elsässisch: Schorsch
  - Niederdeutsch: 
    - Mittelalterlich: Jurian
    - Mittelpommersch: Org[12]

  - Rheinfränkisch: Schorsch
  - Riograndenser Hunsrückisch: Schorsch
  - Diminutiv: Jockel, Jörg
- Englisch: George, Yorick
  - Irisch: Seoirse
  - Kornisch: Jory
  - Schottisch-Gälisch: Deòrsa, Seòras
  - Walisisch: Siôr, Siors, Siorus
  - Diminutiv: Geordie, Georgie
- Esperanto: Georgo
- Estnisch: Jüri
- Finnisch: Yrjänä, Yrjö
  - Diminutiv: Jyri, Jyrki, Ylli
- Französisch: Georges, Youri
- Georgisch: იური Iuri, გიორგი Giorgi
  - Diminutiv: გიო Gio, გოგა Goga, გოგი Gogi
- Griechisch: Γεώργιος Geōrgios, Γιώργος Giōrgos, Jiōrgos, Jōrgos
  - Altgriechisch: Γεώργιος Geōrgios
- Italienisch: Giorgio
  - Diminutiv: Gigi, Gino, Giorgino
- Katalanisch: Jordi
- Kirchenslawisch: Геѡргеи Georgei
- Kroatisch: Đurađ, Đuro, Juraj
  - Diminutiv: Jure, Jurica, Juro
- Lettisch: Georgijs, Georgs, Jurģis, Juris
- Litauisch: Jurgis
- Malayalam: ഗീവർഗീസ് Geevarghese, ഗീവർഗ്ഗീസ് Geevarghese
  - Diminutiv: വർഗീസ് Varghese, വർഗ്ഗീസ് Varghese
- Maltesisch: Ġorġ
- Mazedonisch: Ѓорѓи Gorgji, Gorgi
- Niederländisch: Joeri, Joris, Jurgen, Jurriaan, Sjors, Youri, Yorick
- Norwegisch: Gøran, Jørgen, Ørjan
  - Mittelalterlich: Yrian
  - Diminutiv: Jørg, Jørn
- Polnisch: Jerzy
  - Diminutiv: Jurek
- Portugiesisch: Jorge
  - Galicisch: Xurxo
  - Diminutiv: Jorginho
- Rumänisch: George, Gheorghe
  - Diminutiv: Ghiță
- Russisch: Георгий Georgij, Georgi, Юрий Jurij, Juri, Iouri, Егор Jegor
  - Diminutiv: Юра Jura
- Schwedisch: Göran, Jöran, Jörgen, Örjan
  - Mittelalterlich: Yrian
- Serbisch: Ђорђе Đorđe, Djordje, Ђуро Đuro, Djuro, Ђурађ Đurađ, Djuradj
- Slowakisch: Juraj
- Slowenisch: Jurij
  - Diminutiv: Jure, Jurica
- Spanisch: Jorge
- Tschechisch: Jiří
  - Diminutiv: Jirka
- Ukrainisch: Георгій Heorhiy, Юрій Jurij, Juri
  - Diminutiv: Юра Jura
- Ungarisch: György
  - Diminutiv: Gyuri

### Weibliche Varianten
- Bulgarisch: Гергина Gergina, Гергана Gergana
  - Diminutiv: Гинка Ginka
- Englisch: Georgeanna, Georgene, Georgia, Georgiana, Georgina, Jorja
  - Diminutiv: Georgie, Gina, Jeana, Jeanna, Geena, Gena
- Französisch: Georgette, Georgine
  - Diminutiv: Gigi
- Griechisch: Γεωργία Geōrgía
- Italienisch: Giorgia
  - Diminutiv: Gina, Giorgina
- Katalanisch: Jordina
- Kroatisch: Đurađa, Đurđa, Đurđica
- Litauisch: Jurgita
- Rumänisch: Goergeta, Georgiana
- Serbisch: Ђурађа Đurađa, Djuradja
- Spanisch: Georgina
- Tschechisch: Jiřina
- Ungarisch: Georgina, Györgyi
  - Diminutiv: Györgyike

## Namenstage
- 27. Januar: nach Georg Matulaitis
- 10. Februar: nach Georg Haydock
- 23. April: nach dem heiligen Georg (Georgitag)
- 7. Oktober: nach Georg von Pfronten-Kreuzegg
- 28. Oktober: nach Georg Wilberg

## Bekannte Namensträger
- Heiliger Georg: siehe Liste der Seligen und Heiligen
- Siehe auch: Liste der Herrscher namens Georg

### Einzelname
- Georg von Pisidien (vor 600 – kurz nach 635), byzantinischer Dichter im 7. Jahrhundert
- Georgios von Konstantinopel, Patriarch von Konstantinopel (679–686)
- Georgios II. († 807), von 797 bis zu seinem Tod griechischer Patriarch von Jerusalem
- Georgios Synkellos, byzantinischer Chronist im 9. Jahrhundert
- Georgios Monachos, byzantinischer Chronist im 9. Jahrhundert
- Georg I. Terter, Zar von Bulgarien (1280–1292)

### Vorname

#### A
- Georg Agricola (1494–1555), deutscher humanistischer Universalgelehrter
- Georg Graf von Arco (1869–1940), Physiker und Elektroingenieur, Mitbegründer der Gesellschaft für drahtlose Telegraphie

#### B
- Georg Baselitz (* 1938), deutscher Maler, Zeichner und Bildhauer
- Georg Bauer († 1692), deutscher Stiftspropst
- Georg Adam Bauer (1828–1901), königlich-bayerischer Ingenieur
- Georg Bautzmann (1935–2025), deutscher Brigadegeneral
- Georg von Békésy (1899–1972), ungarisch-US-amerikanischer Physiker und Physiologe
- Georg Brandes (1842–1927), dänischer Literaturkritiker
- Georg Büchner (1813–1837), deutscher Schriftsteller, Naturwissenschaftler und Revolutionär

#### C
- Georg Cremer (* 1952), deutscher Volkswirtschaftler

#### D
- Georg Danzer (1946–2007), österreichischer Liedermacher
- Georg von Derfflinger (1606–1695), kurfürstlich-brandenburgischer Generalfeldmarschall und Statthalter von Pommern
- Georg Diez, (1969), deutscher Journalist

#### E
- Georg Elser (1903–1945), deutscher Widerstandskämpfer gegen den Nationalsozialismus

#### F
- Georg Fasel (1675–1747), deutscher Prämonstratenserabt
- Georg Feuser (* 1941), deutscher Erziehungswissenschaftler
- Georg von Frundsberg (1473–1528), süddeutscher Soldat und Landsknechtsführer in kaiserlich-habsburgischen Diensten
- Georg Fürmeier (* 1962), deutscher Freestyle-Skier

#### G
- Georg Gänswein (* 1956), deutscher Geistlicher und Kurienerzbischof
- Georgios Gemistos Plethon (* um 1355/60–1452), griechischer Philosoph in der Tradition des Platonismus
- Georg Gölter (1938–2025), deutscher Politiker (CDU), Landesminister
- Georg Groddeck (1866–1934), deutscher Mediziner, Psychoanalytiker, Wegbereiter der Psychosomatik und Sozialreformer
- George Grosz  (1893–1959), deutsch-US-amerikanischer Maler

#### H
- Georg Hackl (* 1966), deutscher Rennrodler, olympischer Goldmedaillengewinner im Einsitzer
- Georg Friedrich Händel (1685–1759), deutscher Komponist
- Georg Haus, deutscher Hauptmann, Vereins- und Verbandsfunktionär
- Georg Hax (1870–1952), deutscher Wasserspringer, Wasserballspieler, Kunstturner und Sportfunktionär
- Georg Wilhelm Friedrich Hegel (1770–1831), deutscher Philosoph, Vertreter des deutschen Idealismus
- Georg Hornstein (1900–1942), deutsch-jüdischer Widerstandskämpfer in der Zeit des Nationalsozialismus

#### J
- Georg Ludwig Jochum (1909–1970), deutscher Dirigent

#### K
- Georg Klingenberg (1870–1925), deutscher Elektrotechniker und Ingenieur
- Georg Knöpfle (1904–1987), deutscher Fußballspieler- und trainer
- Georg von Kopp (1837–1914), Bischof, Fürstbischof und Kardinal
- Georg Kreisler (1922–2011), US-amerikanischer Komponist, Pianist, Sänger und Dichter
- Georg Kronawitter (1928–2016), deutscher Politiker (SPD), Oberbürgermeister von München
- Georg Kropp (1865–1943), deutscher Publizist und Gründer der ersten deutschen Bausparkasse
- Georg Kutterer (1828–1896), deutscher Politiker, Oberbürgermeister von Ludwigshafen

#### L
- Georg Landsberg (1865–1912), deutscher Mathematiker und Hochschullehrer
- Georg Lange (1883–1964), deutscher Jurist, Politiker, Stadtkämmerer in Berlin
- Georg Lange (1883–1970), deutscher Mediziner und Röntgenologe
- Georg Leber (1920–2012), deutscher Politiker und Bundesminister (SPD)
- Georg Loewenstein (1890–1998), deutscher Arzt
- Georg von Löwenstein (um 1375–1446), deutscher Kanoniker, Domherr
- Georg Lünenborg (1907–1972), deutscher Architekt, Innenarchitekt und Hochschullehrer

#### M
- Georg Heinrich Maier (1907–1945), deutscher Rechtswissenschaftler
- Georg Mannheimer (1887–1942), österreichisch-tschechoslowakischer Journalist und Autor
- Georg Martz (1923–2007), Schweizer Mediziner und Hochschullehrer
- Georg Mascetti (1930–1982), deutscher Schwimmer
- Georgios Masouras (* 1994), griechischer Fußball-Nationalspieler
- Georg May (1819–1881), deutscher Veterinärmediziner und Hochschullehrer
- Georg May  (* 1926), deutscher Theologe, Kirchenrechtler und Hochschullehrer
- Georg Mende (1883–1951), deutscher Jurist und Oberbürgermeister
- Georg Mende (1910–1983), deutscher Philosoph und Hochschullehrer
- Georg Michalsen (1906–1993), deutscher SS-Sturmbannführer
- Georg Milbradt (* 1945), deutscher Politiker (CDU), Ministerpräsident von Sachsen
- Georg Monsch (1847–1934), badischer Politiker (SPD)
- Georg zu Münster (1776–1844), deutscher Regierungsdirektor und Paläontologe
- Georg Münzenberger (1804–1870), deutscher Maler, Kupferstecher, Lithograf, und Kunsthändler
- Georg Münzer (1866–1908), deutscher Musikwissenschaftler

#### N
- Georg Neuber (1925–2022), deutscher Fechter
- Georg von Neuberg (unbekannt–1393), Bischof von Chiemsee
- Georg Neufeld (1627–1673), deutscher Philosoph und Bibliothekar
- Georg Neumark (1621–1681), deutscher Dichter und Kirchenliedkomponist
- Georg von Neumayer (1826–1909), deutscher Geophysiker und Polarforscher

#### O
- Georg von Oldenburg (1784–1812), Prinz und Begründer der russischen Nebenlinie des Hauses Oldenburg

#### P
- Georg Pahl (1893–1957), deutscher Schauspieler und Hörspielsprecher
- Georg Pahl (1900–1963), deutscher Fotograf und Journalist
- Georg von Peuerbach (1423–1461), Astronom an der Wiener Universität und Wegbereiter des kopernikanischen Weltbilds
- Georg Pfaff (1853–1917), deutscher Unternehmer
- Georg von Pfronten-Kreuzegg (1696–1762), Kapuziner
- Georg Pulheim (1915–1996), deutscher Ringer und Trainer

#### R
- Georg A. Radtke (1922–1995), deutscher Landwirt und Feldornithologe
- Georg von Rheinbaben (1855–1921), preußischer Politiker
- Georg Richter-Lößnitz (1891–1938), deutscher Maler und Radierer
- Georg Rosbigalle (1926–2012), deutscher Fußballspieler
- Georg Rosenthal (1874–1934), deutscher Klassischer Philologe und Pädagoge

#### S
- Georg von Schlieben (1843–1906), deutscher Generalleutnant und Politiker
- Georg von Schönburg-Waldenburg (1828–1900), deutscher General
- Georg von Schönerer (1842–1921), österreichischer Gutsherr und Politiker
- Georg Schulhoff (1898–1990), deutscher Ingenieur, Verbandsfunktionär und Politiker
- Georg von Schwalbach (um 1480–1529), deutscher Generalvikar und Dompropst
- Georg Schwarzenbeck (* 1948), deutscher Fußballspieler
- Georg Schweinfurth (1836–1925), deutscher Afrikaforscher
- Georg Seeßlen (* 1948), deutscher Autor, Feuilletonist, Cineast sowie Film- und Kulturkritiker
- Georg von Siemens (1839–1901), deutscher Bankier und Politiker
- Georg Springer (* 1946), österreichischer Kulturmanager
- Georg Springer (1924–1998), deutsch-US-amerikanischer Mediziner, Hochschullehrer
- Georg Steinberg (* 1974), deutscher  Rechtswissenschaftler
- Georg Sternberg (1928–2017), deutscher Radrennfahrer und Schrittmacher

#### T
- Georg Philipp Telemann (1681–1767), deutscher Komponist des Barocks
- Georg Thoma (* 1937), deutscher Skispringer
- Georg Thomalla (1915–1999), deutscher Schauspieler und Synchronsprecher
- Georg Trakl (1887–1914), österreichischer Dichter
- Georg Tressler (1917–2007), österreichischer Filmregisseur

#### U
- Georg Uecker (* 1962), deutscher Schauspieler

#### V
- Georg von Venediger (auch Georg Venetus; † 1574), lutherischer Theologe und Reformator
- Georg von Vollmar (eigentlich Georg Ritter von Vollmar auf Veldheim; 1850–1922), deutscher Politiker und erster Vorsitzender der bayerischen SPD

#### W
- Georg Freiherr von Waldenfels (* 1944), bayerischer Politiker (CSU), Manager und Sportfunktionär
- George Washington (1732–1799), der erste Präsident der Vereinigten Staaten von Amerika
- Georg Wessels (* 1952), deutscher Schuhmacher
- Georg Wilfinger (* 1949), Abt des Stiftes Melk
- George Will (* 1941), US-amerikanischer Journalist und Autor
- Georg Wittig (1897–1987), deutscher Chemiker, Nobelpreisträger

#### Z
- Georg Zacharias (1884–1953), deutscher Schwimmer
- Georg-August Zinn (1901–1976), deutscher Jurist und Politiker (SPD), MdL, hessischer Ministerpräsident, MdB

## Toponyme
- San-Jorio-Pass – Saumpass östlich von Bellinzona/Tessin
- Sveti Juraj – Ortsname an der kroatischen Adriaküste
- Sveti Jure – mit 1762 m/M. der höchste Berg des Biokovo-Gebirges an der südkroatischen Adriaküste
- Patronanzen und Namensgebungen – ihre Varianten
- Jirkov – Ort in der Tschechischen Republik (von Jirko oder Jirka)
- St. George – Gemeinde im US-Bundesstaat Utah
- Balatonszentgyörgy – Gemeinde in Ungarn

## Weitere Namensgebungen
- GEORG (Satellitensystem), ein in der Entwicklung befindliches Satellitensystem
- Georg Ots (Schiff), russisches Fährschiff
- (9119) Georgpeuerbach, Asteroid des Hauptgürtels